# Campionatul European de Cros din 1995
A 2-a ediție a Campionatului European de Cros s-a desfășurat pe 2 decembrie 1995 la Alnwick, Marea Britanie. Au participat 186 de sportivi din 23 de țări.

## Rezultate

### Masculin
| Loc | Sportiv             | Timp  |
| --- | ------------------- | ----- |
|     | Paulo Guerra        | 26:40 |
|     | Alejandro Gómez     | 26:43 |
|     | Andrew Pearson      | 26:47 |
| 4   | Keith Cullen        | 26:48 |
| 5   | Mustapha Essaïd     | 26:52 |
| 6   | Jon Brown           | 26:56 |
| 7   | Alfredo Bras        | 27:01 |
| 8   | José Manuel García  | 27:03 |
| 9   | Giuliano Battoletti | 27:06 |
| 10  | Manuel Pancorbo     | 27:06 |

| Loc | Țară | Puncte                    |
| --- | --- | ------------------------- |
|     | Spania Alejandro Gómez José Manuel García Manuel Pancorbo Pere Arco Julio Rey José Carlos Adán           | 32 2 8 10 12 (20) (49)    |
|     | Portugalia Paulo Guerra Alfredo Bras José Ramos José Regalo Carlos Monteiro José Santos                  | 37 1 7 14 15 (16) (23)    |
|     | Regatul Unit Andrew Pearson Keith Cullen Jon Brown David Taylor Colin Jones Carl Udall                   | 55 3 4 6 42 (55) (99)     |
| 4   | Franța Mustapha Essaid Benoit Zwierzchlewski Arnaud Fourdin Hakim Bagy Abdellah Béhar Didier Sainthorand | 60 5 13 18 24 (36) (87)   |
| 5   | Italia Giuliano Battocletti Vincenzo Modica Luigi Di Lello Antonio Armuzzi Michele Gamba Walter Durbano  | 111 9 27 37 38 (63) (NT)  |
| 6   | Rusia Aleksandr Bolhovitin Semion Șustin Serghei Fedotov Nikolai Kerimov Ghennadi Popov Ruslan Deulin    | 131 26 32 34 39 (48) (59) |

### Feminin
| Loc   | Sportivă                 | Timp  |
| ----- | ------------------------ | ----- |
|       | Annemari Sandell         | 13:52 |
|       | Sara Wedlund             | 14:07 |
|       | Nina Belikova            | 14:09 |
| 4     | Elena Fidatov            | 14:10 |
| 5     | Alla Jileaeva            | 14:17 |
| 6     | Annette Sergent-Palluy   | 14:18 |
| 7     | Sinead Delahunty         | 14:18 |
| 8     | Stela Olteanu            | 14:20 |
| 9     | Ana Dias                 | 14:22 |
| 10    | Elizabeth Talbot         | 14:23 |
| 11    | Iulia Olteanu-Negură     | 14:24 |
| [...] |                          |       |
| 25    | Mariana Stănescu-Chirilă | 14:38 |
| 34    | Daniela Petrescu         | 14:47 |

| Loc | Țară | Puncte                |
| --- | --- | --------------------- |
|     | Rusia Nina Belikova Alla Jileaeva Elena Baranova Lidia Vasilevskaia Maria Pantiuhova                         | 20 3 5 12 (33) (63)   |
|     | România · Elena Fidatov · Stela Olteanu · Iulia Olteanu-Negură · Mariana Stănescu-Chirilă · Daniela Petrescu | 23 4 8 11 (25) (34)   |
|     | Franța Annette Sergent-Palluy Zahia Dahmani Laurence Vivier Rosario Murcia Blandine Bitzner-Ducret           | 41 6 15 20 (21) (58)  |
| 4   | Portugalia Ana Dias Carla Sacramento Helena Sampaio Fernanda Marques Ana Moreira                             | 55 9 19 27 (37) (50)  |
| 5   | Spania Ana Alonso Isabel Martinez Julia Vaquero Rocío Ríos María Luisa Larraga                               | 55 16 17 22 (30) (46) |
| 6   | Belgia · Anja Smolders · Anne-Marie Danneels · Veronique Collard · Anja De Brabant · Myriam Dumont           | 59 13 14 32 (66) (75) |

## Clasament pe medalii
| Loc   | Țară         | Aur | Argint | Bronz | Total |
| ----- | ------------ | --- | ------ | ----- | ----- |
| 1     | Spania       | 1   | 1      | 0     | 2     |
| 1     | Portugalia   | 1   | 1      | 0     | 2     |
| 3     | Rusia        | 1   | 0      | 1     | 2     |
| 4     | Finlanda     | 1   | 0      | 0     | 1     |
| 5     | România      | 0   | 1      | 0     | 1     |
| 5     | Suedia       | 0   | 1      | 0     | 1     |
| 7     | Regatul Unit | 0   | 0      | 2     | 2     |
| 8     | Franța       | 0   | 0      | 1     | 1     |
| Total | Total        | 4   | 4      | 4     | 12    |